# 空軍予備役軍団
空軍予備役軍団（くうぐんよびえきぐんだん、USAF Air Force Reserve Command, AFRC ）は、アメリカ空軍の組織。空軍を構成する主要軍団レベルの組織であり、指揮官は予備役中将。司令部所在地はジョージア州ロビンス空軍基地。空軍の外局であった空軍予備役(Air Force Reserve, AFRES )を改組したものである。

## 概要
空軍の予備兵力として現役部隊に兵力・サービスを提供することが目的であり、人員・機材を含む予備役部隊の管理・整備・訓練・派遣をつかさどっている。空軍州兵と任務が似通う部分があるが、AFRCは連邦組織である点が異なる。
AFRC傘下には予備役部隊として3個航空軍・35個航空団がある。予備役人員は原則非常勤であるが、部隊の円滑な運用のために常勤人員も配属されている。

## 主要部隊
- 第4空軍（主に航空機動軍団向け予備部隊）
- 第10空軍（主に航空戦闘軍団向け予備部隊）
- 第22空軍（主に航空機動軍団向け予備部隊）

### そのほかの組織
- 司令部(HQ)：訓練計画の策定、兵站作業の実施、部隊検閲による練度・即応状態維持の確認
- 航空予備役人事センター(Air Reserve Personnel Center)：コロラド州デンバー所在。空軍予備役および空軍州兵に対する人事管理。

## 予備役区分
予備役の訓練状況などにより登録には以下のような区分がなされている。
- 即応予備役(Ready Reserve)：有事に際し召集され、72時間以内に派遣準備ができる人員。
- 待機予備役(Standby Reserve)：国防に際し重要な民間業務に従事している、またはそのほかの事情により一時的に召集に応えられない人員。これには予備役としての訓練も行われない。
- 予備役経験者(Individual Ready Reserve)：訓練を受けた経験があり、現在は訓練対象者ではないものの、有事に際しては十分な能力を発揮できうる者。
- 退役予備役(Retired Reserve)：退役士官で構成される予備役。